# Wilhelm Bando

Wilhelm Bando

Wilhelm Bando (* 18. September 1819 in Neustadt-Eberswalde; † 6. Juli 1899) war ein preußischer Forstmeister und seit 1851 Lehrer der Forst- und Jagdkunde an der Königlich Preußischen Höheren Forstlehranstalt in Neustadt-Eberswalde.

## Wirken
Bando war ein Schüler von Wilhelm Pfeil. Er arbeitete 37 Jahre als Oberförster in Liepe bei Chorin. Von 1851 bis 1888 lehrte er als zweiter forstlicher Lehrer an der Forstakademie Eberswalde. Hier erwarb er sich große Verdienste um die Gestaltung des Choriner Waldes. Dazu gehörte seine Arbeit der Aufforstung der umfangreichen Blößen, insbesondere mit Eichen und Buchen.

## Ehrungen
Am 18. September 1994 wurde im Revier Chorin ein Bando-Gedenkstein enthüllt.